# Anatolij Bohdanowycz
Anatolij Iwanowycz Bohdanowycz, ukr. Анатолій Іванович Богданович, ros. Анатолий Иванович Богданович, Władimir Iwanowicz Bogdanowicz (ur. 27 lutego 1926) – ukraiński piłkarz, grający na pozycji napastnika, trener piłkarski.

## Kariera piłkarska
W 1946 roku rozpoczął karierę piłkarską w klubie BO Kijów. W 1951 został zaproszony do kijowskiego Dynama. Jednak nie przebił się do podstawowego składu, rozegrał tylko 5 meczów w sezonie. W następnym roku powrócił do BO Kijów (niektóre źródła mówią, że przed przejściem w 1952 był piłkarzem Dnipra Dniepropetrowsk), gdzie zakończył karierę w roku 1954.

## Kariera trenerska
Karierę szkoleniowca rozpoczął po zakończeniu kariery piłkarza. Najpierw pomagał trenować wojskowy zespół z Kijowa, który nazywał się BO, OBO i OSK Kijów. Potem prowadził kluby Polissia Żytomierz i Kołhospnyk Równe.
W 1962 kierował wojskowym klubem, który tym razem nazywał się SKA Kijów, a potem kontynuował pracę w klubie jako asystent. W 1969 roku pracował razem z Mykołą Fominych oraz byłym kolegą z zespołu kijowskiego Dynama o tym samym nazwisku Wołodymyrem Bohdanowyczem w sztabie szkoleniowym SKA Kijów. Od 1971 do 1973 roku ponownie zajmował stanowisko głównego trenera wojskowego klubu. Również w latach 1972–1975 był dyrektorem SKA Kijów.

## Sukcesy i odznaczenia

### Sukcesy trenerskie
SKA Kijów (asystent)
- brązowy medalista Pierwoj ligi ZSRR: 1967

### Odznaczenia
- tytuł Mistrza Sportu ZSRR